# TVT 레코드
TVT 레코드(TVT Records)는 1985년에 설립한 미국의 음반사이다. 대표적인 아티스트로는 나인 인치 네일스, 핏불 등이 있다.
2008년 TVT 레코드는 오챠드 뮤직에 의해 인수되어 해체했으며, 2010년까지 오챠드 뮤직 산하에 있었다.
2010년 리소버 미디어 메니지먼트의 자회사가 되었다.

## 소속 아티스트
- 스눕독
- 핏불
- 디폴트
- 나인 인치 네일스